# 世界フィギュアスケート国別対抗戦
世界フィギュアスケート国別対抗戦（せかい - くにべつたいこうせん、英語:ISU World Team Trophy in Figure Skating）は、2009年より国際スケート連盟（ISU）が承認するフィギュアスケート及びアイスダンスにおける国際大会。出場国が男女シングル各2名、ペア・アイスダンス各1組でチームを構成し、団体順位を競う。

## 概要
従来各地のオープン大会で所属選手の成績により参加国（地域）順位をつけることはあるが、国際スケート連盟主催の国（地域）別で団体総合順位を競うことを主目的としたものはこの大会が最初になる。ソチオリンピックから、オリンピックでも団体戦として正式競技となった。
国際スケート連盟に加盟している国のうち、選考基準上位6ヶ国が出場国となる。これらの国が何らかの事情でチームを派遣しない場合は7位以下の国(地域)が順次繰り上がり出場する。さらにホスト国が選考結果にかかわらず出場する。出場国は計6または7ヶ国になる。
出場国は男子シングル2人、女子シングル2名、ペア1組及びアイスダンス1組、計8選手でチームを構成する。シンクロナイズドスケーティングはチーム構成になく競技が行なわれない。
出場選手はそれぞれの国によって決められるが、各国ごと各種目において世界ランクが最も高い選手は怪我や病気を除いて出場が求められており、出場選手に含まれない場合には主催者はそのチームの出場を取り消すことができる。その場合代わって出場国選考で次の順位の国が順次出場する。
得点発表はは通常の待機BOXではなく、国ごとに設けられた選手全員が待機するブースにて行われる。鳴り物やかぶり物などの応援グッズも持ち込まれ、シーズン中と異なる賑やかなムードが団体戦ならではの特徴である。
2009年4月16日から4月19日にかけて東京都（国立代々木競技場第一体育館）で第1回が行われた。第2回は2011年4月14日から4月17日にかけて横浜で行われる予定だったが東日本大震災（東北地方太平洋沖地震及び東京電力・福島第一原子力発電所事故）の影響で中止となった。

## 出場国選考基準
選考対象となる大会は世界フィギュアスケート選手権、ヨーロッパフィギュアスケート選手権、四大陸フィギュアスケート選手権、世界ジュニアフィギュアスケート選手権、ISUグランプリシリーズ、ISUグランプリファイナル、ISUジュニアグランプリファイナルを除くISUジュニアグランプリで、各国選手が獲得したISU世界ランキングに用いられるポイントを参照する。
対象となる一連の選手権大会で各選手が最も多くポイントを獲得した一大会のものを、各国ごと男子シングル上位2名、女子シングル上位2名、ペア上位1組、アイスダンス上位1組分合計する。また対象となる一連のグランプリ大会で各選手が最も多くポイントを獲得した一大会のものを、各国ごと男子シングル上位2名、女子シングル上位2名、ペア上位1組、アイスダンス上位1組分合計する。これらの合計が大きい順に選考される。
ただし世界フィギュアスケート選手権、ISUグランプリシリーズ、ISUグランプリファイナルでの獲得ポイントが優先され、世界フィギュアスケート選手権でポイントを獲得した選手数が上記に満たない場合にのみヨーロッパフィギュアスケート選手権または四大陸フィギュアスケート選手権での獲得ポイントが、さらに選手数が足りない場合にのみ世界ジュニアフィギュアスケート選手権での獲得ポイントが参照される。またISUグランプリシリーズまたはISUグランプリファイナルでポイントを獲得した選手が上記に満たない場合にのみISUジュニアグランプリファイナルを除くISUジュニアグランプリでの獲得ポイントが参照される。
| 順位 | 世界選手権 | 欧州選手権 四大陸選手権 | 世界Jr.選手権 | グランプリ ファイナル | グランプリ | Jr. グランプリ |
| ---- | ---------- | ----------------------- | ------------- | --------------------- | ---------- | -------------- |
| 1    | 1200       | 840                     | 500           | 800                   | 400        | 250            |
| 2    | 1080       | 756                     | 450           | 720                   | 360        | 225            |
| 3    | 972        | 680                     | 405           | 648                   | 324        | 203            |
| 4    | 875        | 612                     | 365           | 583                   | 292        | 182            |
| 5    | 787        | 551                     | 328           | 525                   | 262        | 164            |
| 6    | 709        | 496                     | 295           | 472                   | 236        | 148            |
| 7    | 638        | 446                     | 266           |                       | 213        | 133            |
| 8    | 574        | 402                     | 239           |                       | 191        | 120            |
| 9    | 517        | 362                     | 215           |                       |            | 108            |
| 10   | 465        | 325                     | 194           |                       |            | 97             |
| 11   | 418        | 293                     | 174           |                       |            |                |
| 12   | 377        | 264                     | 157           |                       |            |                |
| 13   | 339        | 237                     | 141           |                       |            |                |
| 14   | 305        | 214                     | 127           |                       |            |                |
| 15   | 275        | 192                     | 114           |                       |            |                |
| 16   | 247        | 173                     | 103           |                       |            |                |
| 17   | 222        | 156                     | 93            |                       |            |                |
| 18   | 200        | 140                     | 83            |                       |            |                |
| 19   | 180        | 126                     | 75            |                       |            |                |
| 20   | 162        | 113                     | 68            |                       |            |                |
| 21   | 146        | 102                     | 61            |                       |            |                |
| 22   | 131        | 92                      | 55            |                       |            |                |
| 23   | 118        | 83                      | 49            |                       |            |                |
| 24   | 106        | 74                      | 44            |                       |            |                |

- 獲得ポイントのない順位は0ポイントではなくポイントを獲得していないとみなされる。

## 本大会での順位決定方法
各種目とも1位選手（組）に12ポイント、以下順位が下がるごとに1ずつ少ないポイントが与えられる。シングル種目の最下位選手には1ポイントが、ペア・アイスダンス種目の最下位組には7ポイントが与えられる。
各国（地域）で出場選手が獲得したポイントを合計し団体順位を決定する。
6組または7組で争われるペア種目、アイスダンス種目に比べ、12または14人で争われるシングル種目で付くポイント差が非常に大きい。男子シングルと女子シングル種目の比重が大きい団体戦である。

## 歴代大会結果
| 年   | 開催地 | 金                       | 銀                       | 銅                       |
| ---- | ------ | ------------------------ | ------------------------ | ------------------------ |
| 2009 | 東京   | アメリカ合衆国           | カナダ                   | 日本                     |
| 2011 | 横浜   | 東日本大震災の影響で中止 | 東日本大震災の影響で中止 | 東日本大震災の影響で中止 |
| 2012 | 東京   | 日本                     | アメリカ合衆国           | カナダ                   |
| 2013 | 東京   | アメリカ合衆国           | カナダ                   | 日本                     |
| 2015 | 東京   | アメリカ合衆国           | ロシア                   | 日本                     |
| 2017 | 東京   | 日本                     | ロシア                   | アメリカ合衆国           |
| 2019 | 福岡   | アメリカ合衆国           | 日本                     | ロシア                   |
| 2021 | 大阪   | ロシア                   | アメリカ合衆国           | 日本                     |
| 2023 | 東京   | アメリカ合衆国           | 韓国                     | 日本                     |
| 2025 | 東京   | アメリカ合衆国           | 日本                     | イタリア                 |